# Blumenkorso (Hannover)

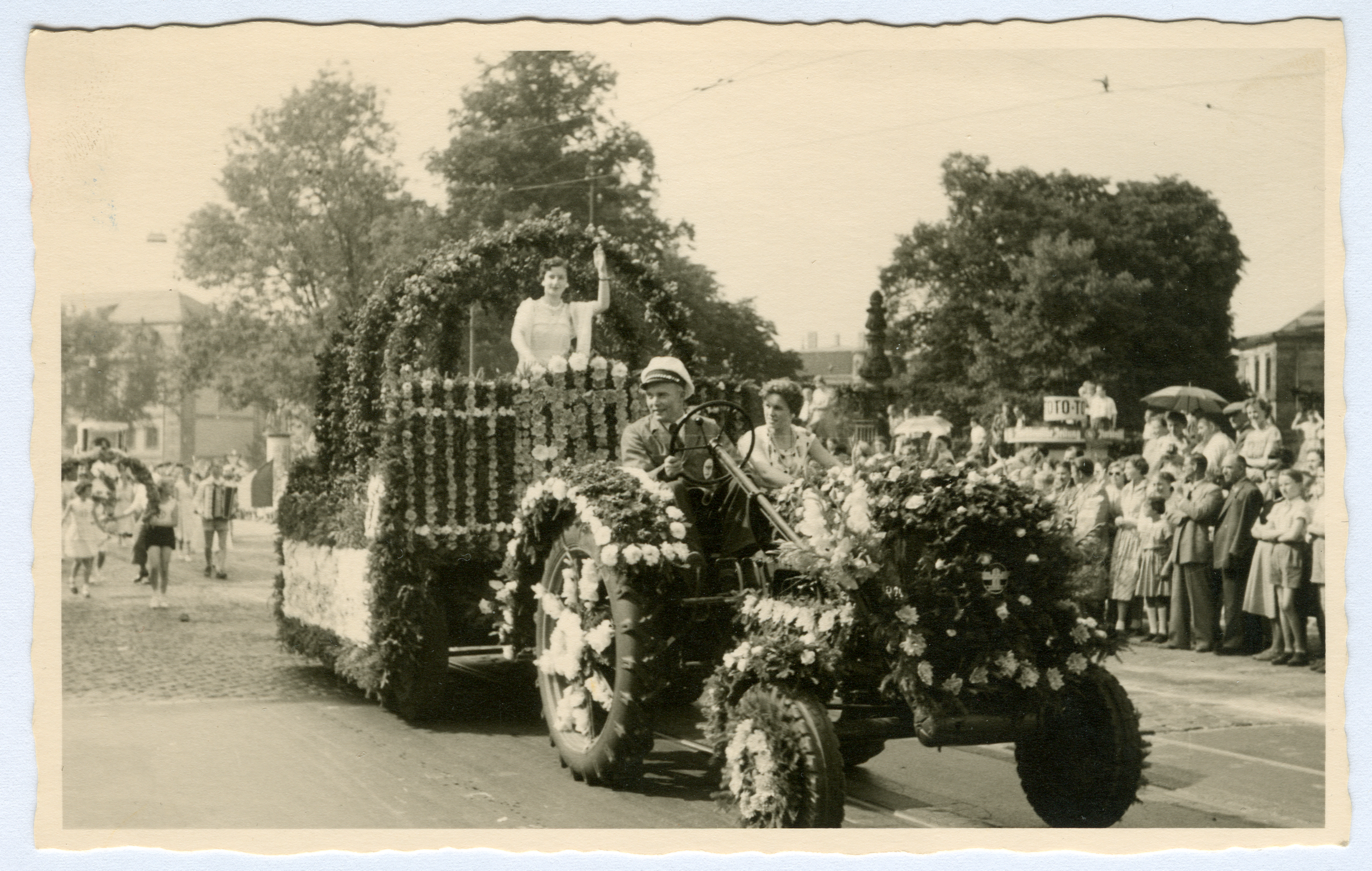
Blumenkorso 1951 (hier auf der Friederikenbrücke)

Der Blumenkorso in Hannover war ein Korso, der jährlich von 1951 bis 1959 stattfand mit Ausnahme der Jahre 1956 und 1958.

## Blumenkorso 1951
Der Blumenkorso am 5. August 1951 war der Höhepunkt der ersten Bundesgartenschau, die vom 28. April bis zum 31. Oktober 1951 in Hannover stattfand. „Mit prachtvoll geschmückten Blumenwagen“ nahmen weit mehr als einhundert Unternehmen der Stadt Hannover und des Landes Niedersachsen sowie Gruppen, Verbände und Vereine an dem Korso teil. Rund 400.000 Zuschauer säumten den Weg zwischen der Herrenhäuser Allee und dem Gelände der Bundesgartenschau im Stadtpark Hannover. Während die Stadt nach den Luftangriffen auf Hannover im Zweiten Weltkrieg noch weitgehend in Trümmern lag, gab das „farbenfrohe Ereignis in arbeitsreichen Aufbaujahren ... eine Perspektive der Hoffnung.“